# Halmi Zoltán
Halmi Zoltán (1933 – 1999. január 31.) magyar hírszerző, diplomata.
Halmi Zoltán elmondása szerint Bányász Rezsővel és Kovács Lászlóval együtt végezte el a BM hírszerző iskoláját. 1951 és 1957 között az Államvédelmi Hatóság, majd fegyelmi úton való leszereléséig a Belügyminisztérium Külföldi Hírszerzés Csoportfőnökség állományához tartozott.
1974-ben a bogotai magyar főkonzulátus titkáraként teljesített diplomáciai szolgálatot, ekkor vette fel a kapcsolatot a CIA-vel. Halmi – állítása szerint – nem pénzért, hanem meggyőződésből, egyfajta vezeklésképpen vállalta az együttműködést. „Attól a mocsoktól, ami másfél évtized alatt ÁVH-sként és hírszerzőként rám tapadt, így akartam megszabadulni” – indokolta a rendszerváltozás után tetteit a Heti Világgazdaság újságíróinak.
Külszolgálati idejének lejártával, 1976-ban tért haza, ezután a Magyar Kereskedelmi Kamara alkalmazásában állt. Halmi kereskedelmi, pénzügyi, gazdasági területen olyan magas állami pozíciót töltött be, hogy minden nehézség nélkül hozzáférhetett fontos nemzetgazdasági adatokhoz, vagy minisztertanácsi határozatokhoz, de – mivel rajta volt a betekintésre jogosultak listáján – a Belügyminisztérium III. Főcsoportfőnökség rendszeres Tájékoztató Jelentéseihez is. A megszerzett titkos információk, illetve üzenetek CIA-hez juttatására egy a Népligetben elhelyezett, preparált műkövet használt.
1981-ben lebukott. Letartóztatásának híre a korabeli sajtóban nem jelent meg. Perében az ügyész halálbüntetés kiszabását kérte. A Budapesti Katonai Bíróság első fokon életfogytiglanra, másodfokon 15 évi börtönbüntetésre, illetve mellékbüntetésül teljes vagyonelkobzásra ítélte. Büntetésének letöltésére Kőbányára, a Kozma utca 13. szám alatti Gyűjtőfegyházba szállították. A 105-ös cellába, a többi „különösen veszélyes politikai bűnöző”-ként nyilvántartott rab mellé helyezték. Évekkel később a Magyar Televízió Kékfény című műsorában a „legkártékonyabb kém”-ként mutatták be. 1990 közepén egy a cellatársaival közösen írt, s a börtönből kicsempészett levélben értesítették a Politikai Foglyok Országos Szövetségét, valamint a Beszélő szerkesztőségét, hogy őket – a rendszerváltozás ellenére – még mindig fogva tartják.
Halmi Zoltán 1990. szeptember 7-én egyéni kegyelemmel nyerte vissza szabadságát. Szabadulása után vidéken telepedett le. 1992-ben a Budapesti Katonai Bíróságtól ítélete semmissé nyilvánítását kérvényezte. Beadványát elutasították.
„Azt a szemetet, amit 15 év alatt összegyűjtöttem, valahol ki kellett okádni magamból, úgy éreztem, a lelkiismeretem követeli meg, hogy az információk kiadásával gyengítsem az államhatalmat” – nyilatkozta 1999 elején a Napi Magyarországnak.
A tv2, mely korábban több alkalommal foglalkozott a NATO-kémek rendezetlen ügyével, 1999. január 20-ára, egy reggeli műsorába hívta meg Halmi Zoltánt és az egykor az amerikai CIA-nek dolgozó, majd ugyancsak lebukott és elítélt Rimner Gábort. A televízió épületében mindketten fogyasztottak ételt és italt is. Január 31-én rosszul lettek, mindketten a szívinfarktus jellegzetes tüneteit mutatták. Halmi Zoltánt a délután folyamán egy mentőautó vitte el otthonról, a kórházba szállítás közben halt meg. 66 éves volt.
Temetési szertartására 1999. február 13-án került sor.